# Jost Brücker
Jost Brücker (* 17. Februar 1991 in Zürich) ist ein Schweizer Handballspieler. Der 1,85 m grosse und 86 kg schwere Rechtshänder spielt auf Linksaussen und gilt als starker Deckungsspieler.

## Karriere
Jost Brücker begann beim HC KTV Altdorf mit dem Handballspiel und absolvierte dabei mit einer Doppellizenz auch einige Spiele für den HC Kriens-Luzern. Sein Debüt in der obersten Schweizer Spielklasse gab er 2009 im Alter von 18. Jahren. Ab 2010 war Brücker mit einer Doppellizenz für den HC KTV Altdorf und den TSV St. Otmar St. Gallen ausgestattet. 2013 stieg Brücker mit dem HC KTV Altdorf in die höchste Spielklasse der Schweiz auf, bevor er auf die Saison 2013/2014 komplett zum TSV St. Otmar St. Gallen wechselte.
Mit St. Otmar spielte er regelmässig im EHF Pokal und wurde zudem mit den St. Gallern 2014 Vize-Schweizermeister und 2015 Vize-Cupsieger.
Im Sommer 2016 wechselte Brücker zum HC Kriens-Luzern zurück, bevor er im Januar 2018 nach Deutschland zu Eintracht Hildesheim in die 2. Bundesliga wechselte.
Im Sommer 2018 wechselte Brücker zurück in die Schweiz zu GC Amicitia Zürich. Mit GC gewann er 2022 den Schweizer Cup und erzielte dabei das letzte Tor.
Seit der Saison 2022/2023 steht Brücker beim Branchenprimus Kadetten Schaffhausen unter Vertrag. Mit Kadetten konnte Brücker 2023 den Super Cup und die Schweizer Meisterschaft gewinnen sowie in der European League bis ins Viertelfinale vordringen. In der obersten Schweizer Liga hat Brücker 311 Spiele und 851 Tore erzielt.
Für die Schweizer Nationalmannschaft bestritt Brücker 5 Länderspiele, in denen er 4 Tore erzielte. Brücker gewann mit der Schweizer Studentenauswahl die Bronzemedaille bei der Sommer-Universiade 2015 in Gwangju.